# Sarah Connolly
Sarah Patricia Connolly (Comtat de Durham, Anglaterra, 13 juny de 1963) és una mezzosoprano anglesa. Tot i que més coneguda per les seves interpretacions de música barroca i d'obres clàssiques, Connolly té un repertori molt ample que inclou obres de Wagner així com de diversos compositors del segle xx. Connolly va ser nomenada Comandant de l'Orde de l'Imperi britànic (CBE) en el 2010 New Year Honours.

## Vida
Connolly va néixer al Comtat de Durham i va ser educada a l'Escola de la Reina Margaret, York. Més tard va estudiar piano i cant a la Universitat Reial de Música, a la qual ara és Fellow. Després d'aquests estudis esdevingué membre dels BBC Singers per 5 anys.

## Carrera
L'interès de Connolly per l'òpera i per la música clàssica va començar després de deixar els BBC Singer. Va començar la seva carrera d'òpera interpretant el paper d'Annina al Cavaller de la Rosa (Der Rosenkavalier) l'any 1994. El paper que la va fer reconeguda va ser el de Xerxes en la producció de 1998 English National Opera de l'òpera Xerxes de Handel, dirigida per Nicholas Hytner. L'any 2005 va cantar l'òpera Giulio Cesare de Handel al Festival Glyndebourne d'Òpera. El DVD de la producció, dirigida per David McVicar, va guanyar un Premi Gramophone. Quan fa fer el Sesto a la producció de David McVicar de La clemenza di Tito, de l'any 2006, Connolly va ser nomenada per un Premi Olivier. Va fer el seu debut al Metropolitan Opera de Nova York amb la mateixa òpera, però en el paper d'Annio.
El 2009 Connolly va cantar Dido i Aeneas al Teatro alla Scala de Milà i va fer el seu debut al Royal Opera House, Covent Garden, al paper de Dido de la mateixa òpera de Purcell. L'any 2010, Connolly va fer el seu debut al paper de El compositor d'Ariadne auf Naxos al Metropolitan Opera. Connolly va ser premiada el 2011 amb el Distinguished Musician Award de la Incorporated Society of Musicians.
Pel seu recital a l'Alice Tully Hall de Nova York, Connolly va rebre unes excel·lents crítiques del New York Times. Va fer el seu debut al paper de Fricka en l'òpera Der Ring des Nibelungen de Wagner al Royal Opera House i el mateix any va cantar el paper de Phèdre a l'òpera Hippolyte et Aricie de Rameau (Òpera Garnier de París). Connolly va tornar a fer Phèdre al Festival Glyndebourne d'Òpera a una producció de Jonathan Kent l'any 2013, dirigida per William Christie.
Connolly va guanyar la Lira de Plata 2012 de la Royal Philharmonic Society al millor cantant solista (Best Solo Singer) i va ser nomenada en la categoria de millor dona cantant (Best Female Singer) als primers Premis d'Òpera Internacional de Londres del 2013, sent també la destinatària del premi de l'any 2013 a la interpretació més destacada en un paper principal del WhatsOnStage Opera Poll, pel seu paper d'Octavian al Cavaller de la Rosa amb la English National Opera (Òpera Nacional Anglesa).
Durant les celebracions de l'any Gustav Mahler del 2011, Connolly va interpretar totes les peces vocals de Mahler amb l'Orquestra Philharmonia amb Lorin Maazel, l'Orquestra Filharmònica de Londres (LPO) amb Vladimir Jurowski i Yannick Nézet-Séguin, l'Orquestra Simfònica de Londres (LSO) amb Marin Alsop, l'Orquestra del Segle de les Llums (OAE) amb Simon Rattle i l'Orquestra del Gewandhaus de Leipzig amb Riccardo Chailly. Connolly va cantar en el concert d'obertura dels concerts BBC Promenade 2012, televisats des del Royal Albert Hall. Cercant promoure música nova, les seves actuacions van incloure Tribute to Cavafy de Sir John Tavener a la Symphony Hall de Birmingham i la seva música de pel·lícula de Children of Men. Va ser també la primera en enregistrat comercialment Twice Through the Heart de Mark-Anthony Turnage amb Marin Alsop i l'Orquestra Filharmònicade Londres, després d'haver fet les presentacions belga i holandesa de l'obre amb el Schoenberg Ensemble conduït per Oliver Knussen.
Va cantar el paper de Susie en el primera producció de l'òpera The Silver Tassie, de Turnage, a l'Òpera Nacional Anglesa l'any 2000.
Altres enregistramens comercials de Connolly inclouen lieder de Schumann amb Eugene Asti per a Chandos, lieder Songs of Love and Loss de Korngold amb Iain Burnside, el Rèquiem de Duruflé per a Signum i Dido i Enees de Purcell amb l'Orquestra del Segle de les Llums.
El setembre 2009 Connolly va fer la seva primera aparició com a solista convidada a la Last Night of the Proms, cantant el famós Rule, Britannia! vestida amb una rèplica de l'uniforme de Lord Nelson a l'Armada Reial.

## Vida familiar
Viu amb el seu marit, i la seva filla (nascuda el 2003) a Gloucestershire, al Cotswolds.

## Papers operístics

### Royal Opera House
Henry Purcell
- Dido I Enees (Dido)

Richard Wagner
- Das Rheingold (Fricka)
- Dau Walküre (Fricka)

### Òpera Nacional Gal·lesa
Richard Strauss
- Ariadne auf Naxos (El compositor)

### Opera North
Gaetano Donizetti
- Maria Stuarda (Maria)

Vincenzo Bellini
- ICapuleti e i Montecchi (Romeo)

### Òpera Nacional Anglesa
Vincenzo Bellini
- ICapuleti e i Montecchi (Romeo)

Hector Berlioz
- Les Troyens (Dido)

Benjamin Britten
- The Rape of Lucretia (Lucretia)

George Frideric Händel
- Alcina (Ruggiero)
- Agrippina (Agripina)
- Ariodante (Ariodante)
- Semele (Ino)
- Serse (Xerxes)

Claudio Monteverdi
- L'incoronazione di Poppea (Emperadriu Ottavia)

Wolfgang Amadeus Mozart
- La clemenza di Tito (Sesto) – 2006. Nominació pel Premi Laurence Olivier

Henry Purcell
- Dido I Enees (Dido)

Richard Strauss
- Der Rosenkavalier (Octavian)

Mark-Anthony Turnage
- The Silver Tassie (Susie)

Marc-Antoine Charpentier
- Medea (Medea)

### Òpera Escocesa
- Richard Strauss: Der Rosenkavalier (Octavian)

### Festival d'Òpera de Glyndebourne
- George Friedrich Händel: Giulio Cesare (Giulio Cesare)
- Johann Sebastian Bach: La Passió segons Sant Mateu
- Richard Wagner: Tristany i Isolda (Brangäne)
- Rameau: Hippolyte et Aricie (Phèdre)

### Òpera Nacional de París
- Händel: Giulio Cesare (Sesto)
- Rameau: Hippolyte et Aricie (Phèdre)

### La Scala, Milà
- Henry Purcell: Dido i Enees (Dido)

### Maggio Musicale, Florència
- Claudio Monteverdi: L'incoronazione di Poppea (Nerone)

### La Monnaie, Brussel·les
- Henry Purcell: Dido i Enees (Dido)

### De Nederlandse Opera
Händel
- Giulio Cesare (Giulio Cesare)

### Gran Teatre del Liceu, Barcelona
Monteverdi
- L'incoronazione di Poppea (Nerone)

Händel
- Agrippina (Agrippina)

### Festival d'Aix-en-Provence
Mozart
- La clemenza di Tito (Sesto)

Händel
- Ariodante Ariodante)

### Òpera de l'Estat de Bavier, Múnic
- Britten: Rape of Lucretia (Lucretia)
- Gluck: Orfeo i Eurídice (Orfeo)

### Funcions als EUA
New York City Opera
- Vincenzo Bellini: I Capuleti e i Montecchi (Romeo)
- George Frideric Händel: Ariodante (Ariodante)
- George Frideric Händel: Serse (Xerses)

Metropolitan Opera
- Wolfgang Amadeus Mozart: La clemenza di Tito (Annio)
- Richard Strauss: Ariadne auf Naxos (El Compositor)
- Richard Strauss: Capriccio (Clairon)

Òpera de San Francisco
- George Frideric Händel: Semele (Ino i Juno)

## Enregistraments
Els seus enregistraments inclouen:
- Henry Purcell "Dido and Aeneas" Chandos/OAE, 2009
- Frank Bridge Orchestral Songs Chandos/BBCNOW/Hickox, 2005
- Edward Elgar: Bournemouth Symphony Orchestra, Simon Wright The Music Makers / Sea Pictures Naxos. GRAMMY NOMINATED 2006 (Solo Vocal category)
- Edward Elgar: The Very Best of Elgar 8.552133-34
- George Frideric Handel: Giulio Cesare (Glyndebourne, 2006) – Glyndebourne Festival Opera – OAE / Christie/Opus Arte GRAMMOPHONE AWARD WINNER (Best Early Opera)
- George Frideric Handel: Heroes and Heroines – The Sixteen / Harry Christophers, Coro
- George Frideric Handel: Solomon (Solomon) Harmonia Mundi (2007 release)
- Leoš Janáček: The Cunning Little Vixen – The Innkeepers Wife, ARTHAUS DVD, 1995
- Gustav Mahler Des Knaben Wunderhorn – OCE / Herreweghe Harmonia Mundi, 2006 EDISON AWARD WINNER (Solo Vocal category)
- Felix Mendelssohn: Songs and Duets Vol. 3 Hyperion, 2004
- Felix Mendelssohn: Elijah – The Queen/Soprano soloist, Winged Lion, 2012
- Wolfgang Amadeus Mozart – Mass in C Minor and Haydn – Scena di Bernice – Gabrieli Consort / McCreesh DG, 2006
- Arnold Schoenberg: BBC Voices – Blood Red Carnations: Songs by Arnold Schoenberg Black Box, 2002
- John Tavener: Children of Men
- The Exquisite Hour – Recital Disc: Songs by Brahms, Britten, Hahn, Haydn (Eugene Asti) Signum Classics, 2006[18]
- Robert Schumann: Songs of Love and Loss (Eugene Asti) – Chandos, 2008
- Erich Korngold: Sonett für Wien: Songs of Erich Korngold Sarah Connolly (mezzo-soprano), William Dazeley (baritone), Iain Burnside (piano) Signum Classics SIGCD160
- Jean-Philippe Rameau: Les fêtes d'Hébé (Les Arts Florissants & William Christie)- Erato, 1997